# DDR Múzeum

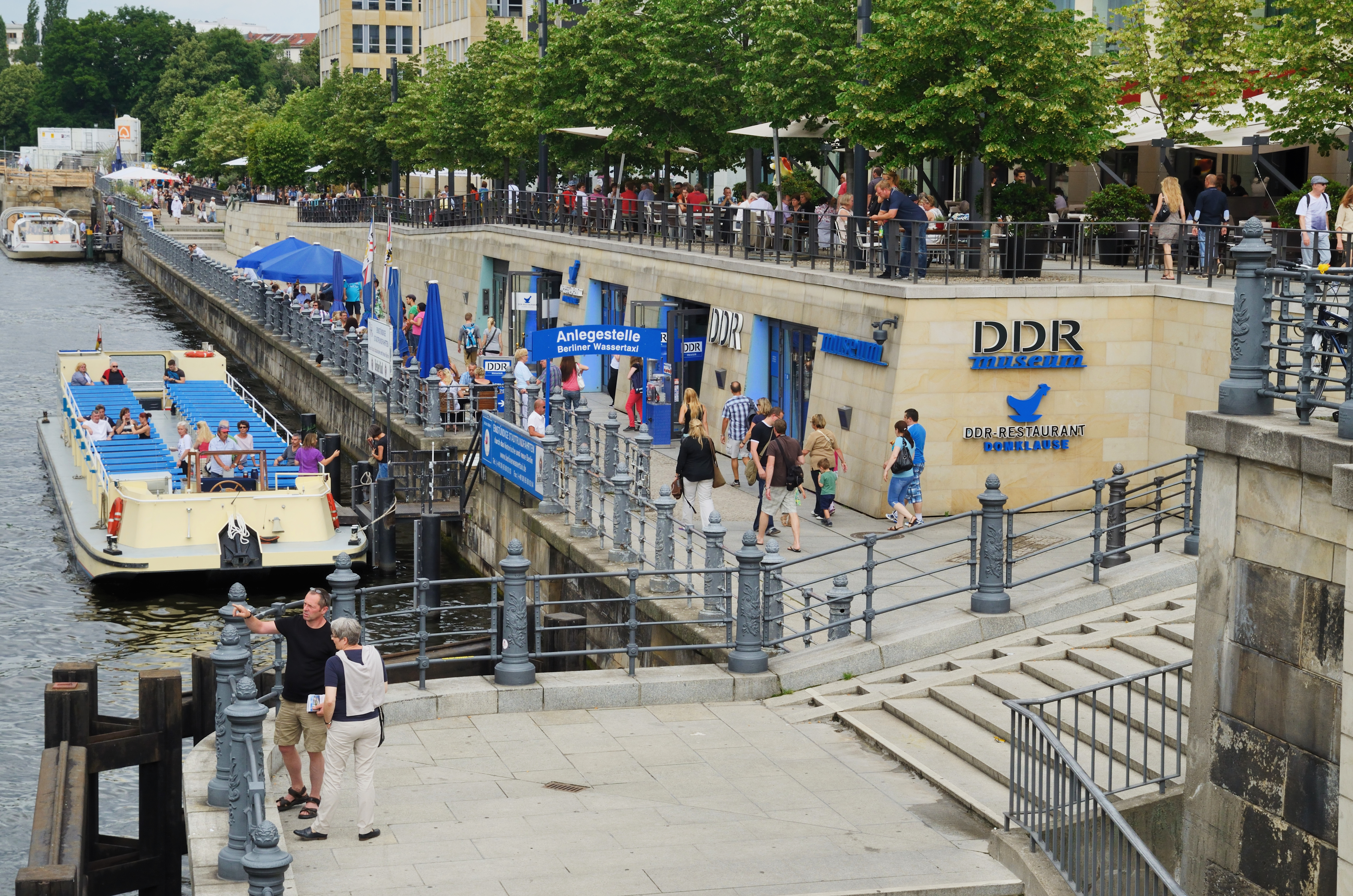
A múzeum bejárata

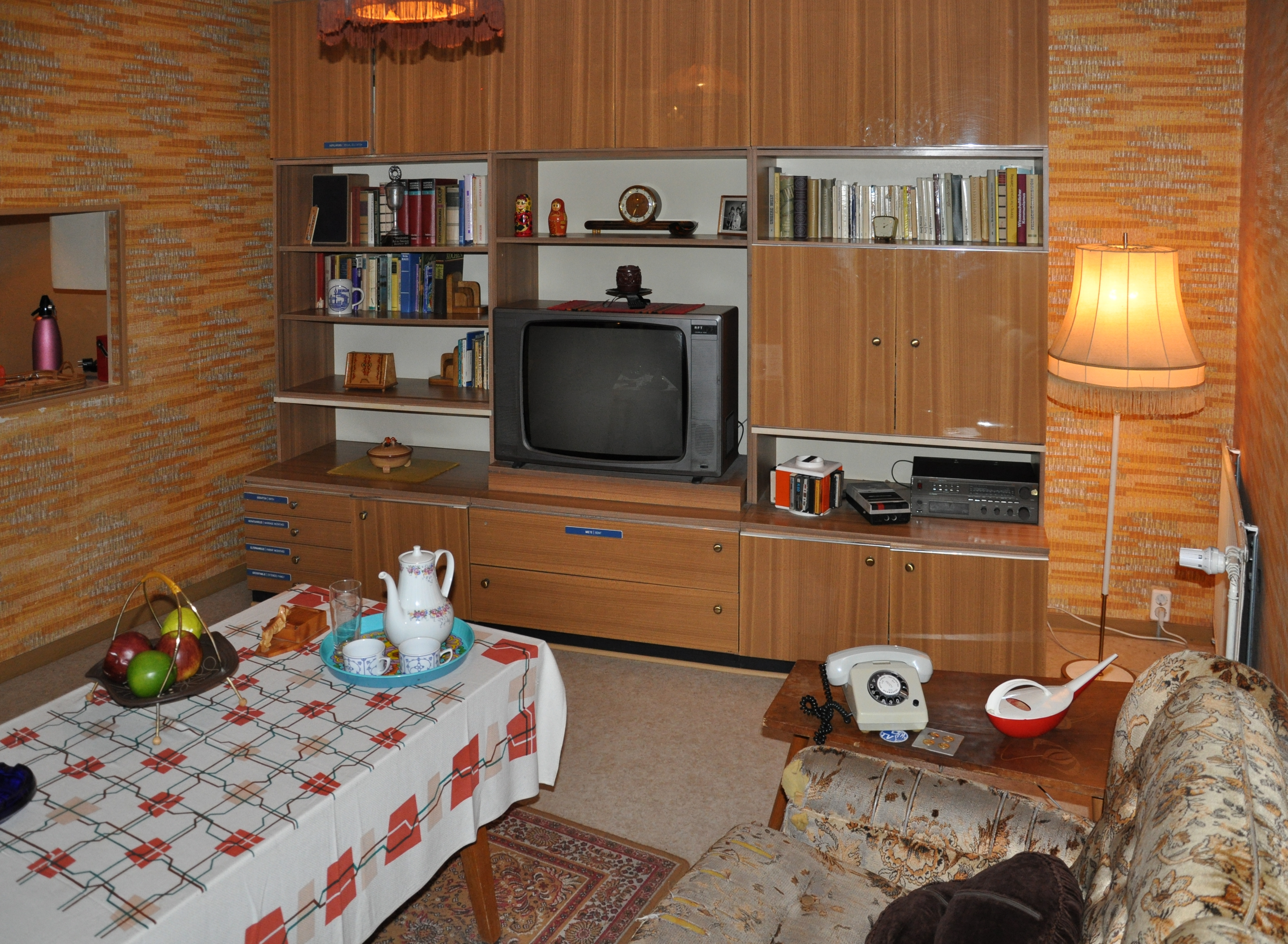
Keletnémet nappali

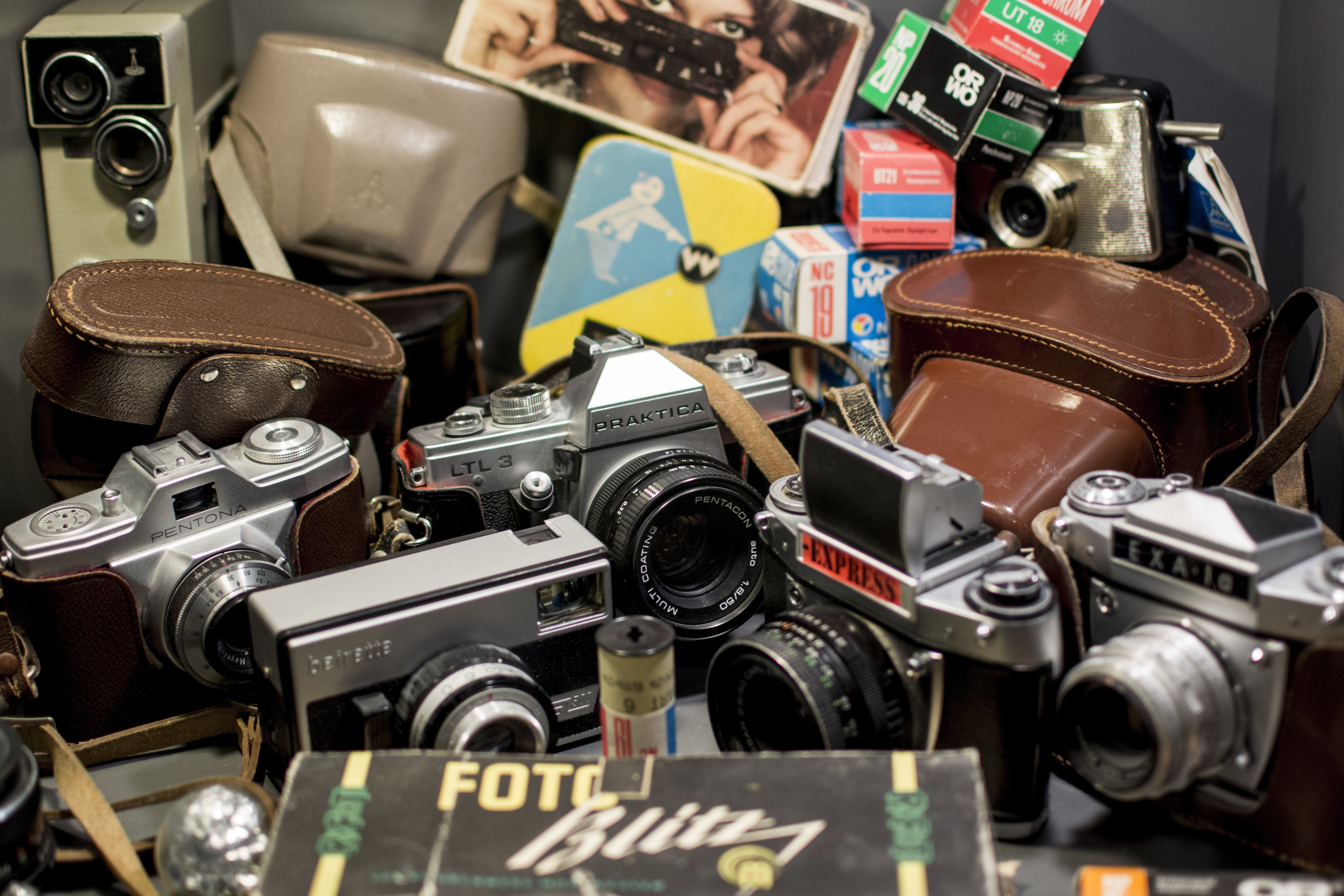
Keletnémet gyártmányú fényképezőgépek és filmek

A DDR Múzeum egy berlini múzeum, amely az egykori Kelet-Németországban zajló életet mutatja be. A múzeum a Spree folyó partján helyezkedik el, a berlini dómmal szemben. A város 11. legnépszerűbb múzeuma. 2008-ban és 2012-ben is jelölték Az év európai múzeuma díjra.

## Kiállítások
A múzeum interaktív, közvetlenül megtapasztalható módon mutatja be az egykori kommunista állam lakóinak életét. Három részre oszlik, az első a mindennapi életet mutatja be, a második az államot és ideológiáját, a harmadik pedig egy korabeli panelházi stílusban berendezett lakást. A kiállítás a korabeli élet minden részletére kiterjed: média, irodalom, zene, kultúra, család, magánélet, egészség, egyenlőség, étrend, gyermekkor, fiatalság, párkapcsolat, divat, határ, Berlin, utazás, oktatás, munka, fogyasztás, építkezés, életmód, szabadidő, nyaralás, környezet, párt, a Stasi, gazdaság, állam, ideológia, hadsereg, testvérállamok, a berlini fal, ellenállás, büntetésvégrehajtás, hatóságok.
A kiállítás első részében 1:20-as méretarányú panelházakra emlékeztető tárolók szolgálnak válaszfalként és egyben vitrinként. A nyitható tárolókban a mindennapi élet tárgyai láthatóak; kísérőszövegekből tudhatunk meg többet a korabeli élet egyes aspektusaiból, bele lehet hallgatni korabeli rádióadásokba is. Egy mozinak kialakított részen korabeli műsorok mennek, de betekinthetünk egy berendezett óvodába is. A kiállítás egyik fénypontja egy Trabant, melyet szimulációban vezethetünk is; a belső szélvédőre vetített mozgókép hatására olyan, mintha egy lakótelepen hajtanánk végig.
A kiállítás második része 2010. október 10-én nyílt meg. A félkör alakban kialakított helyiségben tisztán látható, hogy a Párt mindennek a közepe. A kiállításnak ez a része bemutatja a kommunista diktatúra működését; egy berendezett börtöncellát és egy kihallgatóhelyiséget is látunk. A kiállítás része egy Volvo limuzin, a miniszterek gépkocsiparkjából.
A kiállítás harmadik része 2016 augusztusában nyílt meg, és egy berendezett panellakásból áll, amelyben interaktív módon tapasztalhatjuk meg a mindennapi életet. A nappaliban lévő tévén belenézhetünk a korabeli műsorokba, ugyanebben a helyiségben a korszak zenei slágereivel is megismerkedhetünk. A konyhában a nekünk megtetsző receptek kinyomtathatóak. A hálószobában korabeli ruhákat lehet szimuláció segítségével felpróbálni. Szintén megtekinthető a gyerekszoba, a fürdőszoba és a garázs is.
A kiállítás a korszak általános hangulatát adja vissza, melyhez több mint 250 000 tárgyat használ fel. A kiállított tárgyak a múzeum honlapján egy adatbázisban kikereshetőek.

## Története
A múzeumot Peter Kenzelmann freiburgi etnológus hozta létre, aki egy berlini útján szeretett volna olyan múzeumot látni, amely az NDK-t mutatja be, de nem talált, ezért úgy döntött, maga nyit egyet. A múzeum 2006. július 15-én nyílt meg, magántulajdonú múzeumként, ami szokatlannak számít Németországban, ahol a múzeumok nagy része állami fenntartású. Emiatt némi ellenzés fogadta az állami múzeumok irányából, amelyek egy magánmúzeumot gyanúsnak tartottak, emellett aggódtak, hogy létét érvként lehet felhozni a múzeumok közpénzből való finanszírozása ellen. A múzeum igazgatója 2016 óta Gordon Freiherr von Godin, a tudományos igazgató Dr. Stefan Wolle.
A múzeum 2007. július 14-én ünnepelte fennállásának első évfordulóját; ekkor bejelentette, hogy az első évben 180 000 látogatója volt. 2008-ban és 2012-ben is jelölték Az év európai múzeuma díjra. A Német Idegenforgalmi Hatóság felmérése szerint a múzeum 2015-ben a 44., 2016-ban a 36. helyen végzett Németország száz legjobb turistalátványossága között. 2008. augusztus 26-án látogatta meg a múzeumot az 500 000., 2009. december 23-án az 1 000 000. látogató. 2015. szeptember 14-éig már négymillióan látogatták meg.

## Fordítás
- Ez a szócikk részben vagy egészben  a   DDR Museum című angol Wikipédia-szócikk ezen változatának fordításán alapul.  Az eredeti cikk szerkesztőit annak laptörténete sorolja fel. Ez a jelzés csupán a megfogalmazás eredetét és a szerzői jogokat jelzi, nem szolgál a cikkben szereplő információk forrásmegjelöléseként.

## Külső hivatkozások
- Hivatalos oldal